# Brandon Taylor (basket-ball, janvier 1994)
Ne doit pas être confondu avec Brandon Taylor, joueur de basket-ball né en août 1994.
Pour les articles homonymes, voir Brandon Taylor (homonymie) et Taylor.
Brandon Taylor, né le 8 janvier 1994 à West Hollywood, Californie, est un joueur américain de basket-ball évoluant au poste de meneur.

## Biographie

### Carrière universitaire
Entre 2012 et 2016, il joue pour les Utes de l'Utah à l'université d'Utah.

### Carrière professionnelle

#### Alba Fehérvár (2016-2017)
Le 23 juin 2016, automatiquement éligible à la draft NBA 2016, il n'est pas sélectionné. Durant l'été, il participe à la NBA Summer League de Las Vegas avec les Hawks d'Atlanta.
Le 15 août 2016, il signe son premier contrat professionnelle en Hongrie avec l'Alba Fehérvár.

#### Steaua CSM EximBank Bucuresti (2017-2018)
Durant l'été 2017, il signe en Roumanie avec le Steaua CSM EximBank Bucuresti pour la saison 2017-2018.

#### Bergamo Basket 2014 (2018-2019)
Durant l'été 2018, il signe en Italie avec le Bergamo Basket 2014 qui évolue en deuxième division.

#### Le Mans Sarthe Basket (2019-2020)
Le 3 juin 2019, il reste en Italie et signe avec le Sidigas Avellino mais il se retrouve sans club à la suite de la banqueroute du club italien.
Le 13 juillet 2019, il rebondit en France où il signe avec Le Mans Sarthe Basket.
À la fin de la saison, il refuse de prolonger son contrat avec le club manceau.

#### Grissin Bon Reggio Emilia (2020-2021)
Le 10 juillet 2020, il signe avec le Grissin Bon Reggio Emilia dans le championnat italien.

#### BCM Gravelines-Dunkerque (2021-2022)
Le 10 août 2021, Taylor signe en France avec le BCM Gravelines-Dunkerque.
Le 9 octobre 2021, lors de la deuxième journée de championnat, il marque le panier de la victoire contre Fos-sur-Mer.

## Statistiques
Gras = ses meilleures performances

### Universitaires
| Saison    | Équipe   | Matchs | Titul. | Min./m | % Tir | % 3pts | % LF | Rbds/m. | Pass/m. | Int/m. | Ctr/m. | Pts/m. |
| --------- | -------- | ------ | ------ | ------ | ----- | ------ | ---- | ------- | ------- | ------ | ------ | ------ |
| 2012-2013 | Utah     | 29     | 13     | 20,7   | 42,9  | 42,0   | 72,1 | 1,59    | 1,97    | 0,93   | 0,00   | 6,86   |
| 2013-2014 | Utah     | 33     | 33     | 31,4   | 42,5  | 39,8   | 80,6 | 2,09    | 3,45    | 0,94   | 0,09   | 10,61  |
| 2014-2015 | Utah     | 35     | 35     | 30,2   | 44,5  | 43,9   | 85,7 | 2,57    | 3,34    | 1,29   | 0,00   | 10,63  |
| 2015-2016 | Utah     | 36     | 36     | 32,9   | 39,5  | 33,5   | 82,1 | 2,33    | 3,89    | 1,69   | 0,06   | 9,69   |
| Carrière  | Carrière | 133    | 117    | 29,1   | 42,2  | 39,4   | 80,7 | 2,17    | 3,22    | 1,23   | 0,04   | 9,55   |

## Palmarès
- All-Pac-12 Second Team (2015)
- All-Pac-12 Honorable Mention Team (2016)
- Pac-12 All-Defensive Team (2016)